# Цежне
Цежне (пол. Cierznie, нім. Peterswalde) — село в Польщі, у гміні Дебжно Члуховського повіту Поморського воєводства.
Населення — 229 осіб (2011).
У 1975-1998 роках село належало до Слупського воєводства.

## Демографія
Демографічна структура станом на 31 березня 2011 року:
|          | Загалом | Допрацездатний вік | Працездатний вік | Постпрацездатний вік |
| -------- | ------- | ------------------ | ---------------- | -------------------- |
| Чоловіки | 113     | 22                 | 81               | 10                   |
| Жінки    | 116     | 28                 | 62               | 26                   |
| Разом    | 229     | 50                 | 143              | 36                   |